# LEO Express
Leo Express Global a.s., відома під брендом «LEO Express» — чеська транспортна компанія зі штаб-квартирою в Празі, що здійснює міжміські та міжнародні пасажирські залізничні та автомобільні перевезення.
Компанія заснована у 2009 році як «ARETUSA, a.s.». У 2010 році перейменована на «RAPID Express a.s.», у 2011 році — на «Leo Express a.s.». З 2012 року здійснює залізничні пасажирські перевезення на міжміських залізничних лініях Чехії. Автобуси компанії здійснюють перевезення пасажирів з чеських міст до Кракова, Львова, Варшави, Відня, Мюнхена, Зальцбурга, Дрездена та Мукачева. У 2017 році свої активи в компанію долучив німецький залізничний перевізник «Locomore».

## Передісторія
У 1993 році Чехословацька державна залізниця припинила діяльність як цілісна залізнична мережа. Чеські залізниці отримали монополію на перевезення пасажирів у Чехії. У 2009 році було прийнято рішення про лібералізацію доступу до залізничної інфраструктури для сполучень між Прагою та Остравою та запровадити рівні умови для всіх перевізників, внаслідок чого перевезення Чеських залізниць на цьому маршруті з грудня 2011 року припинили отримувати субсидії.
«RegioJet» першим скористався лібералізацією залізничних перевезень і розпочав обслуговувати маршрут ще 26 вересня 2011 року.

## Історія

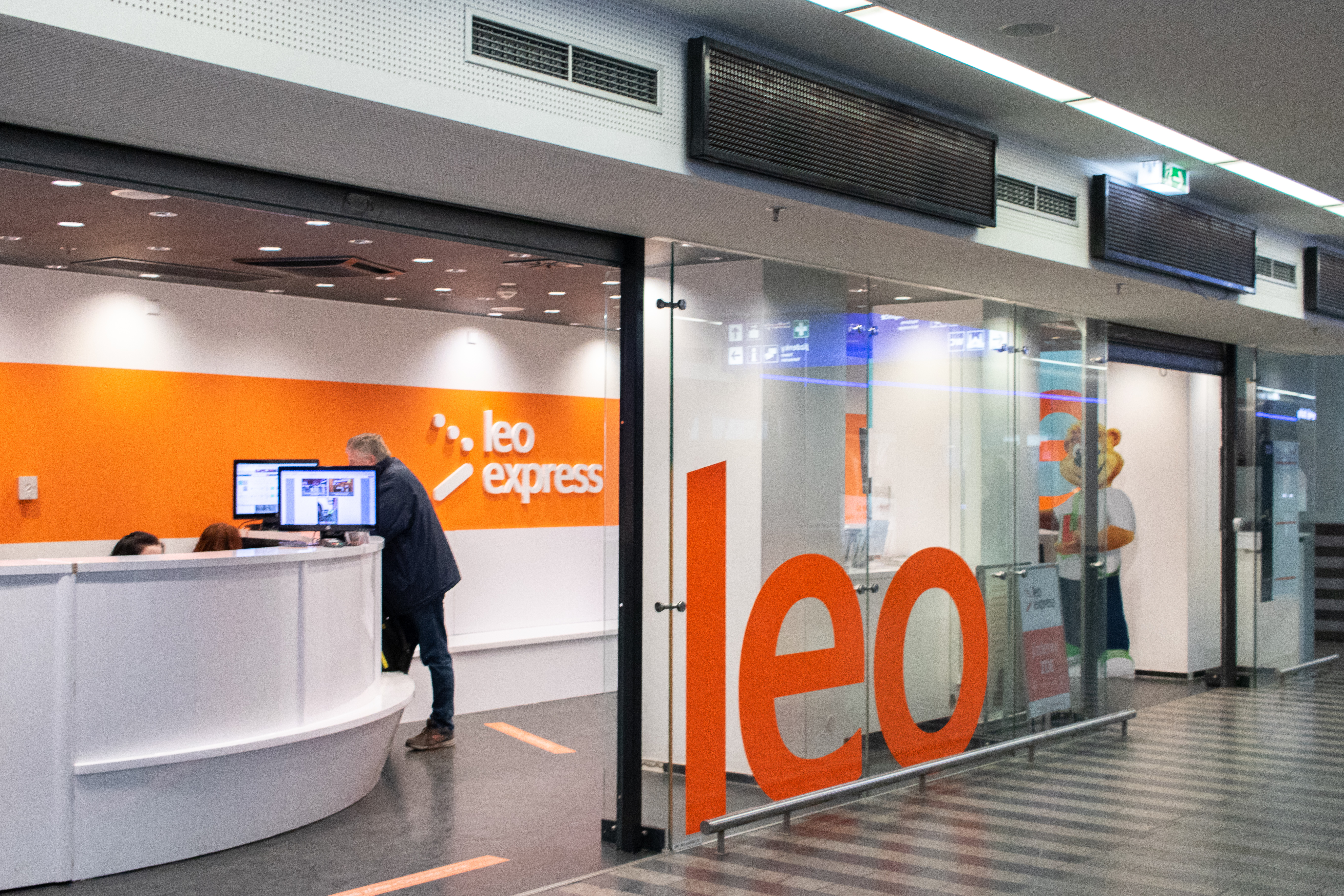
Квиткові каси «Leo Express» на Головному вокзалі Праги

У вересні 2010 року «Leo Express» замовив швейцарській компанії «Stadler Rail» 5 електропоїздів Stadler FLIRT. Реалізація замовлення розпочалася у вересні 2011 року на заводі компанії у Седльцях. У лютому 2012 року виробництво першого складу закінчилося, 27 квітня склад був випробуваний на лінії Е 20 на ділянці Седльце — Луків. 24 травня розпочато тестування поїзда на чеських залізницях, а у вересні він представлений на «InnoTrans» у Берліні.
7 листопада 2012 року перевізник повинен був розпочати випробувальні курсування з пасажирами за маршрутом Прага — Острава, однак через затримки із підготовкою необхідних документів перевезення розпочато 13 листопада. 9 грудня перевізник розпочав регулярні пасажирські перевезення, а 18 січня було досягнуто запланованої чисельності курсів.
У 2013 році перевізник разом із Нижньосілезькими автобусними лініями хотів розпочати перевезення в Польщі з грудня 2013 року, проте їх заявки на розподіл маршрутів були відхилені польськими залізничними лініями «PKP Polskie Linie Kolejowe». Наступного року перевізник здійснив чергову спробу виходу на польський ринок. 7 листопада 2014 року було запущено комбіноване автобусне та залізничне сполучення між Краковом та Прагою, яке обслуговувалося на маршруті Краків — Богумін автобусом, а на маршруті Богумін — Прага поїздом.
19 грудня 2016 року компанія підписала контракт на виробництво трьох електропоїздів із перспективним плоном розширення на 30 одиниць рухомого складу з китайським виробником CRRC. Замовлені потяги планувалося експлуатувати в Чехії, Польщі та Словаччині.

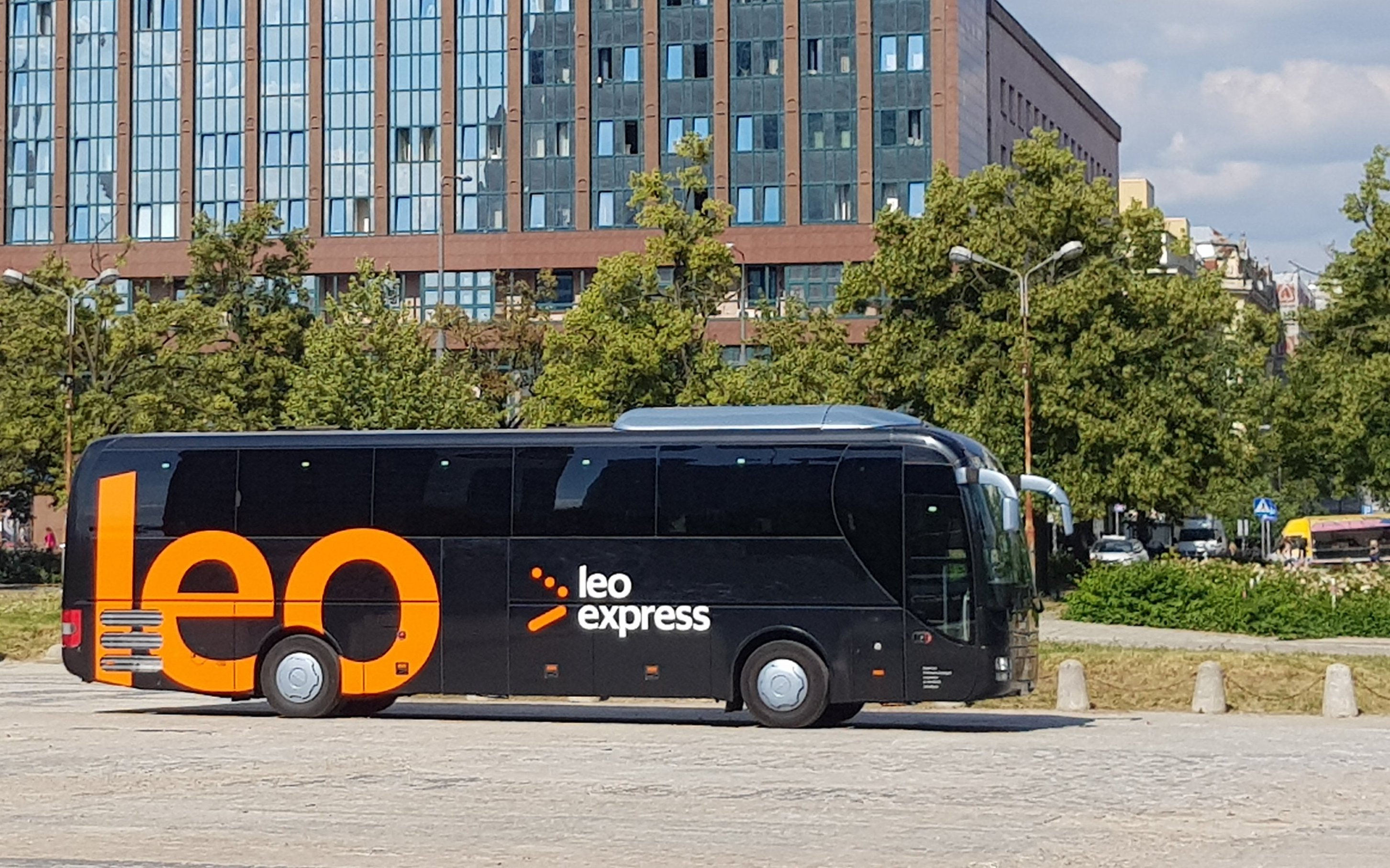
Автобус «Leo Express» у Варшаві

20 квітня 2017 року перевізник отримав сертифікат безпеки, необхідний для здійснення експлуатації на території.
8 травня 2017 року один із електропоїздів компанії прибув до Польщі на динамічне тестування. У серпні того ж року перевізник розпочав підготовку до здійснення транспортних операцій на базі німецького перевізника «Locomore».
13 жовтня 2017 року було оприлюднено інформацію про згоду UTK на надання транспортних послуг компанією «Leo Express» за маршрутом Краків — Катовиці — Прага. Планована дата запуску сполучення була тоді 10 грудня 2017 року, але тоді маршруту не було запущено. У травні наступного року PLK затвердив розклад руху на цьому маршруті, що дозволило розпочати рух на рубежі червня та липня. 25 червня розпочався продаж квитків на сполучення до Польщі. 17 липня перевізник отримав ліцензію на перевезення на території Польщі, а за три дні було запущено сполучення Прага — Краків. У вересні 2018 року компанія оголосила про початок щоденних поїздок з Кракова до Праги з літа наступного року. У період з 9 жовтня по 30 листопада 2018 року сполучення Прага — Краків тимчасово припинено через ремонтні роботи. У 2019 році «LEO Express» подав заявку на відкритий доступ до маршруту Краків — Варшава.
У грудні 2019 року «LEO Express» отримала дозвіл на пасажирські перевезення за маршрутом Прага — територія Польщі — Тереспіль — польсько-український кордон. Було розширено мережу сполучення на території Польщі практично в усіх регіонах. Доступ до польської залізничної інфраструктури був наданий на вимогу перевізника до 10 грудня 2024 року.

## Рухомий склад
| Модель    | Кількість | Кількість вагонів | Кількість місць | Кількість місць | Кількість місць | Максимальна швидкість | Виробник     |  |
| Модель    | Кількість | Кількість вагонів | Економ-клас     | Бізнес-клас     | Преміум-клас    | Максимальна швидкість | Виробник     |  |
| --------- | --------- | ----------------- | --------------- | --------------- | --------------- | --------------------- | ------------ |  |
| 480 FLIRT | 5         | 5                 | 208+4           | 19              | 6               | 160 км/г              | Stadler Rail |  |